# Lars Ekberg
Lars Ekberg, född 7 januari 1962 i Göteborg, är en svensk professor i inneklimatteknik vid avdelningen för installationsteknik vilken sorterar under institutionen för Arkitektur och samhällsbyggnadsteknik på Chalmers Tekniska Högskola i Göteborg. Lars Ekberg höll sin installationsföreläsning den 22 februari 2023.

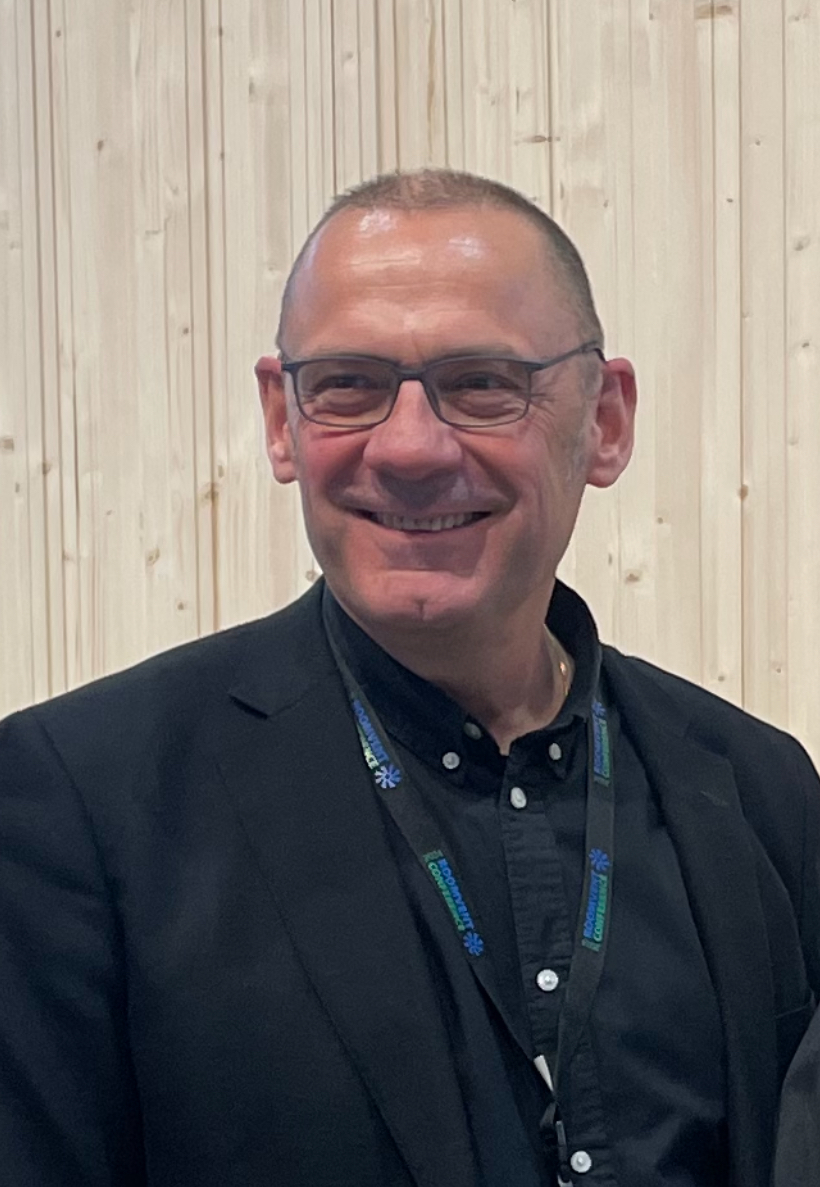
Lars Ekberg

Lars Ekbergs forskning är inriktad på kedjan från människors behov och önskemål, via kravformulering till projektering, byggande och förvaltning av hälsosamma, komfortabla och energieffektiva byggnader.
Lars Ekberg arbetar med alla typer av byggnader, från förhållandevis okomplicerade bostäder till avancerade laboratorier med mycket långtgående inneklimatkrav. 
Lars Ekberg har bland annat varit huvudförfattare till skriften R1 – Riktlinjer för specifikation av inneklimatkrav  som ges ut av Energi- och miljötekniska föreningen. Sedan 2012 är Lars Ekberg ordförande i juryn för branschpriset Stora Inneklimatpriset och 2022 tilldelades han den europeiska organisationen REHVA:s Professional Award in Education.